# Afonsinho
Afonso Celso Garcia Reis, mais conhecido como Afonsinho (Marília, 3 de setembro de 1947), é um médico e ex-futebolista brasileiro.
Um dos poucos jogadores que defenderam os 4 grandes clubes do Rio de Janeiro, ele jogava como meia-armador. Foi revelado pelo XV de Jaú em 1962. Em 1965, foi transferido para o Botafogo, clube pelo qual foi campeão várias vezes, chegando inclusive a ser o capitão da equipe campeã do Campeonato Brasileiro (Taça Brasil), em 1968. Em julho de 1970, em razão de divergências com a diretoria do Botafogo, foi emprestado ao Olaria, na época comandado pelo técnico Jair da Rosa Pinto. No mesmo ano, volta para o Botafogo. Ao voltar, ficou oito meses "encostado" no Botafogo, com o contrato suspenso. A diretoria alvinegra decidira impedi-lo de treinar enquanto não retirasse a barba e os cabelos compridos que passara a usar depois de voltar do empréstimo ao Olaria. Afonsinho resolveu, então, deixar o clube e pediu a liberação de
seu "passe", mas os cartolas do Botafogo negaram, e o jogador recorreu ao Superior Tribunal de Justiça Desportiva.
"Por trás de tudo isso", conta o ex-jogador, "havia a tentativa de se impor uma medida de força também no esporte. A partir daí, juntamente com o meu pai, um ex-ferroviário que se formara em Direito, partimos para garantir o meu direito de trabalhar. Posteriormente, com a ajuda de outro advogado, Rui Piva, e o Rafael de Almeida Magalhães, conseguimos o passe livre no Superior Tribunal de Justiça Desportiva, mas só depois de muita luta".
A estratégia dos advogados do jogador foi simplesmente "utilizar um princípio de direito comum na Justiça Desportiva", relembra o advogado Rui Carvalho Piva, patrono de Afonsinho.
Afonsinho tornou-se o primeiro atleta do Brasil a ganhar o direito ao passe livre na justiça, em março de 1971. Esse direito só seria instituído exatamente 27 anos depois, pela Lei n° 9615, de março de 1998.

## A luta pelo passe livre
Também atuou pelo Vasco da Gama, Santos, Flamengo, América-MG, Madureira e Fluminense.
Enquanto jogava futebol, estudava medicina. Participava do movimento estudantil, era politizado, combativo e ficou famoso por ser um dos primeiros jogadores de futebol a se rebelar contra a situação do atleta na época em que atuava, considerado um "escravo dos dirigentes e empresários", por não ser dono do próprio passe (vínculo negociável que liga o atleta profissional à agremiação que o contrata). Portanto, reivindicava o passe livre para os atletas, sendo um pioneiro na conquista desse direito.
Por sua atividade política dentro e fora do mundo do futebol, em pleno governo Médici, Afonsinho foi monitorado pelos órgãos de segurança do governo. "Eu poderia ter sido preso”, diz Afonsinho, lembrando que chegou a ser chamado a entrar para a luta armada em fins da década de 1960. "Se eu tivesse juízo, me internava num mosteiro para passar o resto da vida agradecendo", afirmou.
Afonsinho encerrou sua carreira no futebol em 1981, aos 34 anos, no Fluminense.
Formou-se em medicina pela Faculdade de Ciências Médicas da Universidade do Estado do Rio de Janeiro e trabalhou no Instituto Pinel durante cerca de trinta anos, até se aposentar. No Pinel, utilizou o esporte como complemento do tratamento psiquiátrico. Apesar de aposentado, continua a trabalhar como médico do Programa Saúde da Família, na ilha de Paquetá, onde mora e ainda joga futebol, no time que fundou, com amigos, em 1975 - o Trem da Alegria, que já teve jogadores como Garrincha e Nilton Santos, e artistas como Paulinho da Viola, Raimundo Fagner e Moraes Moreira. O time se reúne três ou quatro vezes por ano para uma  pelada, no pequeno estádio do  Municipal Futebol Clube.
Organizou, com alguns amigos, também ex-jogadores, uma escolinha de futebol para crianças carentes, no Rio.
Após a morte do ex-jogador e também médico Sócrates, ídolo do Corinthians, Afonsinho substituiu-o  como colunista na revista Carta Capital.

## Afonsinho na cultura brasileira

### Passe livre, o filme
Em 1974, foi realizado Passe livre (documentário), um filme de longa-metragem dirigido por Oswaldo Caldeira, baseado na vida de Afonsinho, que, por usar cabelos compridos e cultivar uma longa barba ruiva, foi proibido de jogar  futebol (e mesmo de treinar) no Botafogo, embora seu  nível técnico fosse considerado bom o suficiente para integrar a seleção brasileira. Os dirigentes do Botafogo nem mesmo aceitavam  negociar o passe do jogador, apesar do interesse de outros grandes clubes, como o São Paulo. Diante da proibição de trabalhar, Afonsinho iniciou uma batalha jurídica e política, acabando por obter, em 1971, em plena ditadura militar, a propriedade de seu próprio passe, ou seja, conseguiu o passe livre, tornando-se o primeiro jogador de futebol "alforriado" do Brasil. A partir deste incidente, o filme examina as relações de trabalho no futebol brasileiro, com a participação de vários jogadores, técnicos e comentaristas de renome, como João Saldanha, Jairzinho, Amarildo e outros.
Um filme sobre Afonsinho e seus companheiros de equipe no Botafogo, Paulo Cézar Caju e Nei Conceição foi lançado em 2016 pelo cineasta Lucio Branco, e prioriza o depoimento em primeira pessoa de cada um dos protagonistas. O título do filme, Barba, Cabelo e Bigode, é uma referência à marca de rebeldia consciente visível nos longos cabelos (e no caso de Afonsinho, longas barbas também) que usavam à época, desafiando as regras disciplinares impostas pelos clubes sob a tutela da ditadura militar.

## Títulos
Botafogo
- Torneio Rio-São Paulo: 1966
- Taça Guanabara: 1967, 1968
- Campeonato Carioca: 1967 e 1968
- Campeonato Brasileiro: 1968